# Xích kinh

Xích kinh và xích vĩ khi nhìn từ trong thiên cầu. Hướng quy chiếu của hệ chỉ theo điểm xuân phân, kinh độ của điểm nút lên của hoàng đạo (đỏ) trên thiên cầu (lam). Xích kinh được đo bằng góc về phía đông dọc theo xích đạo thiên cầu từ hướng quy chiếu.

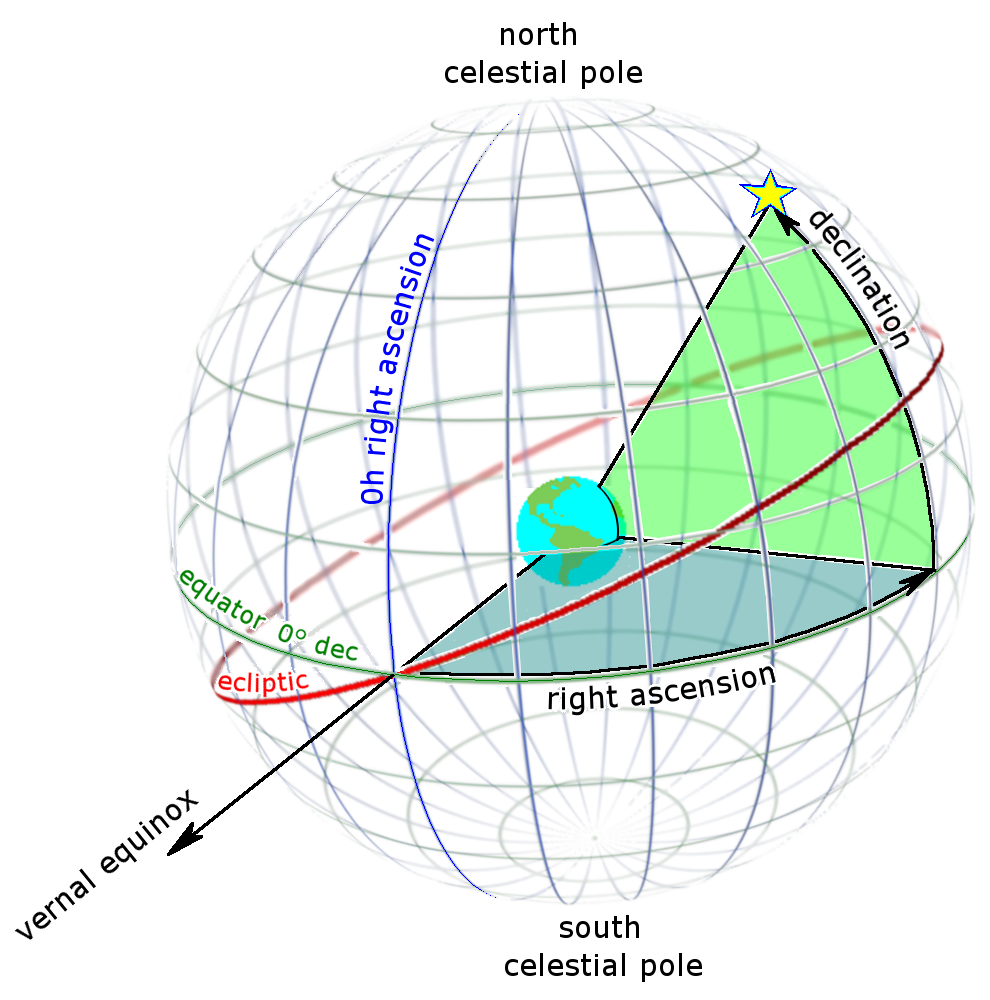
Xích kinh (lam) và xích vĩ (lục) khi nhìn từ bên ngoài thiên cầu.

Xích kinh hay xích kinh độ (viết tắt theo tiếng Anh là RA, chữ đầy đủ là Right Ascension; còn được ký hiệu bằng tiếng Hy Lạp α) là một thuật ngữ thiên văn học chỉ một trong hai tọa độ của một điểm trên thiên cầu khi sử dụng hệ tọa độ xích đạo. Tọa độ còn lại gọi là xích vĩ.
Xích kinh tương tự như kinh độ, đo từ một phương xác định gọi là phương xuân phân về phía đông. Cụ thể, xích kinh của một thiên thể bằng góc giữa phương nối thiên thể và tâm Trái Đất với mặt phẳng chứa thiên cực và phương xuân phân. Góc này được quy ước là dương khi thiên thể nằm ở phía đông của phương xuân phân, và âm khi thiên thể nằm ở phía tây.
Xích kinh khác kinh độ ở chỗ nó đo bằng:
- giờ xích kinh = 15 độ dây cung
- phút xích kinh = 15 phút dây cung
- giây xích kinh = 15 giây dây cung

Các đơn vị này vừa là đơn vị đo góc, vừa là đơn vị đo thời gian gắn với thời gian (theo) sao
Trong công tác hoa tiêu, người ta còn dùng góc giờ (theo) sao. Góc giờ (theo) sao được đo theo chiều về phía tây, trong khi xích kinh đo theo chiều về phía đông.
Xích kinh được dùng để xác định vị trí các sao và xác định khoảng thời gian cần cho một ngôi sao di chuyển đến một vị trí nào đó trên bầu trời, trong khi Trái Đất quay. Ví dụ, một ngôi sao có xích kinh 01:30:00 đang ở kinh tuyến của bạn, thì một ngôi sao có xích kinh 20:00:00 sẽ đến kinh tuyến này vào 18,5 giờ theo thời gian sao sau đó.

## Xem thêm
